# Gratuité scolaire
La gratuité scolaire, ou éducation gratuite, est une politique menée par un État afin d'assurer l'accès à l'éducation sans frais. Cette mesure peut s'appliquer à différents niveaux scolaires ou être intégrale.

## Histoire

### Pacte international relatif aux droits économiques, sociaux et culturels

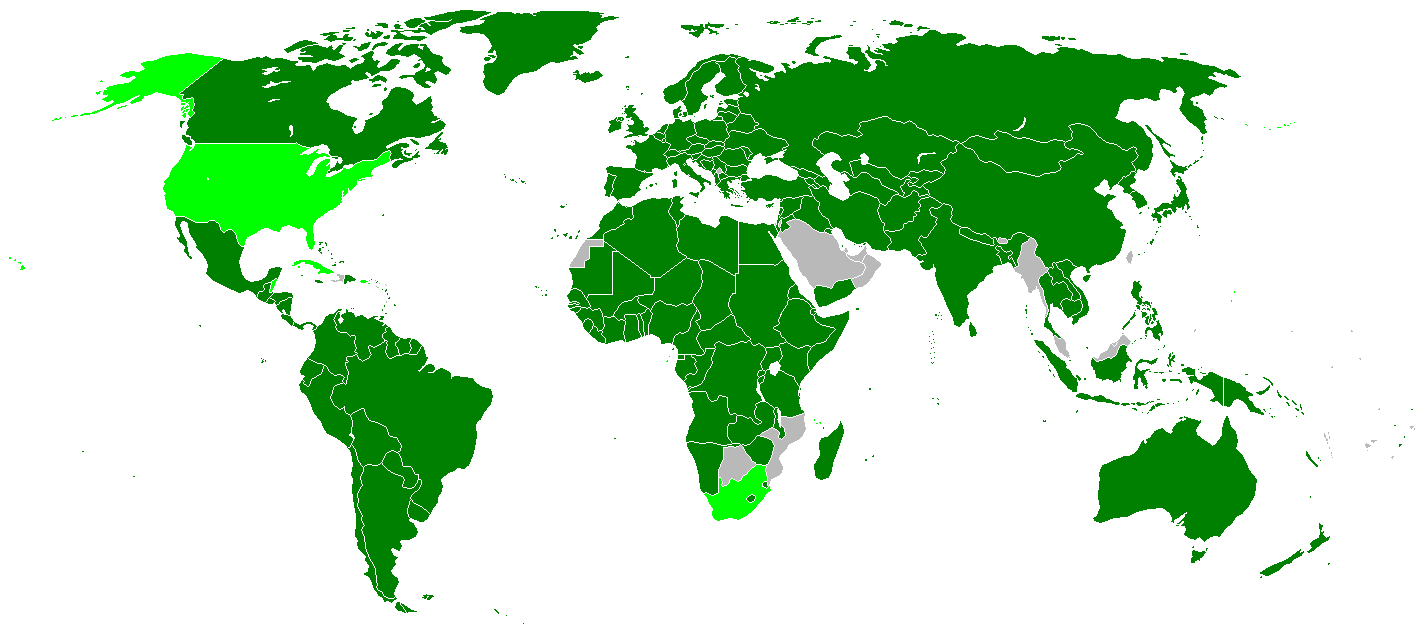
États ayant ratifié (vert foncé) ou seulement signé (vert clair) le PIDESC.

La gratuité intégrale est un des objectifs des États signataires du Pacte international relatif aux droits économiques, sociaux et culturels (PIDESC), entrée en vigueur le 3 janvier 1976, permettant la réalisation du droit à l'éducation, qui est « à la fois un droit fondamental en soi et une des clefs de l’exercice des autres droits inhérents à la personne humaine. ». L'atteinte de la gratuité sera généralement graduelle aux niveaux supérieurs et le gel des frais de scolarité peut être une manière d'y parvenir, étant donné l'inflation.

### Histoire récente
Le processus de Bologne, qui mise sur la compétitivité des établissements d'enseignement, est qualifié par ses critiques de mécanisme de marchandisation de l'éducation allant à l'encontre du principe de gratuité scolaire et du droit à l'éducation.

## Gratuité scolaire dans le monde
La majeure partie des pays d'Europe continentale et scandinaves offre la gratuité scolaire ou de faibles droits de scolarité,. Au Danemark, en plus d'avoir accès à l'université gratuitement, les étudiants universitaires reçoivent, en 2012, une allocation d'étude équivalant à un peu plus de 480 $US/mois lorsqu'ils demeurent chez leurs parents et un peu plus de 975 $US/mois lorsqu'ils demeurent seuls. La gratuité scolaire est également en vigueur au Mexique[réf. souhaitée], en Argentine et à Cuba[réf. souhaitée].  

### Au Québec
Les frais de scolarité sont abolis au Québec par le gouvernement d'Adélard Godbout en 1944, qui décrète du même souffle la gratuité des livres, un an après l'instauration de l'instruction obligatoire pour les élèves de 5 à 14 ans. 

#### Rapport Parent
La gratuité scolaire du primaire à l'université était un des souhaits des auteurs du Rapport Parent, dans les années 1960, lors de la révolution tranquille. C'est la nécessité de réformer le reste de l'État québécois, un projet onéreux, qui a dissuadé le gouvernement d'aller jusqu'au bout de ce projet de gratuité scolaire.

#### Suites du printemps québécois
À la suite du Printemps érable, le gouvernement du Parti québécois prépare un Sommet sur l'enseignement supérieur. Durant les mois qui précèdent le Sommet, divers scénarios d'indexation des frais de scolarité sont évoqués, ainsi que le gel, mais la gratuité scolaire, même en tant que résultat prévisible d'un gel à long terme, ne suscite pas autant de débats que les deux premières options,. L'ASSÉ menace de ne pas se présenter au Sommet si cette option n'est pas dûment débattue. Pierre Duchesne, Ministre de l’Enseignement supérieur précise qu'il n'a jamais été question d'interdire de parler de gratuité, même si le Québec « ne peut pas se payer la gratuité scolaire d’ici le Sommet ». Cette position est résumée par la télévision d'état par la formule suivante : « Québec invite les étudiants à discuter de la gratuité, tout en l’écartant ». 

#### Débat de société québécois
Le débat sur la gratuité scolaire au Québec se cristallise autour d'enjeux qui, dans l'actualité, suscitent la controverse ou l'indignation. La Commission Charbonneau fait scandale en montrant l'importance des pertes économiques et de la corruption au Québec, ainsi qu'un certain immobilisme de l'appareil d'état face à ce fléau. L'état de la gestion des ressources naturelles, et en particulier énergétiques, du Québec remettent en question la capacité, voire la volonté, de l'État québécois de prélever et de répartir les revenus provenant de l'exploitation des richesses naturelles du Québec. Or, la Révolution tranquille (et la réforme de l'éducation au Québec) avait été rendue possible par les grands projets de nationalisation de l'électricité. En outre, une part significative de la société québécoise se souvient du printemps érable comme d’une période d'anarchie. Ainsi, les débats sur la gratuité scolaire, au Québec, se déroulent dans un contexte de forte polarisation idéologique au sujet de l'économie. Le 21 février 2013, l'Alliance de la Fonction publique du Canada, un important syndicat regroupant des 180 000 fonctionnaires, met en ligne une vidéo mettant en exergue tous ces enjeux et présentant l'investissement dans la gratuité scolaire comme un choix de société rentable et relativement peu coûteux.